# ダン・フロスト
ダン・フロスト（Dan Frost、1961年1月22日 - ）は、デンマーク、コペンハーゲン出身の元自転車競技選手。

## 来歴
1980年
- デンマーク選手権 アマ・チームタイムトライアル(TTT) 優勝

1981年
- デンマーク選手権 アマ・個人追抜 優勝

1982年
- デンマーク選手権 アマ・ポイントレース 優勝

1983年
- デンマーク選手権    
  - アマ・団体追抜 優勝
  - アマ・ポイントレース 優勝

1984年
- デンマーク選手権 アマ・団体追抜 優勝

1985年
- デンマーク選手権    
  - アマ・団体追抜 優勝
  - アマ・個人追抜 優勝
  - アマ・ポイントレース 優勝
- トラックレース世界選手権
  - アマ・ポイントレース 3位

1986年
- トラックレース世界選手権
  -  アマ・ポイントレース 優勝
- デンマーク選手権    
  - アマ・団体追抜 優勝
  - アマ・個人追抜 優勝

1987年
- デンマーク選手権 
  - アマ・団体追抜 優勝
  - アマ・ポイントレース 優勝

1988年
- ソウルオリンピック
  -  ポイントレース 優勝
- デンマーク選手権 
  - アマ・団体追抜 優勝

1989年
- デンマーク選手権 
  - アマ・団体追抜 優勝
  - アマ・ポイントレース 優勝

1990年
- デンマーク選手権 
  - アマ・団体追抜 優勝
  - アマ・個人タイムトライアル(ITT) 優勝

2006年より、チームCSCのレースディレクター(ディレクトゥル・スポルティフ:Directeurs sportifs)を務めている。